# Los Helechos
Los Helechos är en ort i Argentina.   Den ligger i provinsen Misiones, i den nordöstra delen av landet, 800 km norr om huvudstaden Buenos Aires. Los Helechos ligger 369 meter över havet och antalet invånare är 3 616.
Terrängen runt Los Helechos är platt åt nordväst, men åt sydost är den kuperad. Los Helechos ligger uppe på en höjd. Närmaste större samhälle är Oberá, 8,9 km nordväst om Los Helechos.
I omgivningarna runt Los Helechos växer huvudsakligen savannskog. Runt Los Helechos är det ganska glesbefolkat, med 36 invånare per kvadratkilometer.